# Kuilua africana
Kuilua africana is een keversoort uit de familie halstandhaantjes (Megalopodidae). De wetenschappelijke naam van de soort werd in 1894 gepubliceerd door Martin Jacoby.